# Konverze (právo)
Konverze, jako jeden z možných způsobů nápravy vadných úkonů správních orgánů, je založena na tom, že správní úkon, který je jako určitý správní úkon vadný, je prohlášen za jiný správní úkon bezvadný, pokud splňuje všechny jeho obsahové a formální náležitosti. 
Tento způsob je možné vztáhnout i na absolutní vady představující nicotnost (nulitu) správního rozhodnutí a takto nedostatek správního aktu zhojit. To vyplývá z ustanovení § 157 správního řádu, kde se uvádí, že pokud tím nebude způsobena újma žádné z dotčených osob, může správní orgán usnesením prohlásit, že vyjádření, osvědčení anebo nicotné rozhodnutí, které má náležitosti jiného úkonu, je tím úkonem, jehož náležitosti splňuje, pokud byl příslušný oba předmětné úkony vydat nebo uskutečnit.